# Jingneta maculosa
Espèce
Synonymes
- Leptoneta maculosa Song & Xu, 1986

Jingneta maculosa est une espèce d'araignées aranéomorphes de la famille des Leptonetidae.

## Distribution
Cette espèce est endémique du Anhui en Chine,. Elle se rencontre dans le xian de Xiuning sur le Qiyun Shan .

## Description
Les mâles mesurent de 2,00 à 2,36 mm et la femelle 2,84 mm.

## Systématique et taxinomie
Cette espèce a été décrite sous le protonyme Leptoneta maculosa par Song et Xu en 1986. Elle est placée dans le genre Jingneta par Wang, Li et Zhu en 2020.

## Publication originale
- Song & Xu, 1986 : « Some species of oonopids and leptonetids from Anhui Province, China (Arachnida: Araneae). » Sinozoologia, vol. 4, p. 83-88.